# Nogomet na Hrvaškem
Nogomet je na Hrvaškem najbolj priljubljen šport v državi, vodi pa ga Hrvaška nogometna zveza. Igra se v štirih uradnih komponentah; domačo ligo sestavljajo trije hierarhični ešaloni, celotno državo pa predstavlja ena sama reprezentanca.
Prvi hrvaški klubi so bili ustanovljeni pred prvo svetovno vojno in so po priključitvi Hrvaške k Jugoslaviji sodelovali v strukturi jugoslovanske lige. Med letoma 1940 in 1944 je devetnajst prijateljskih tekem odigrala hrvaška stran, ki je zastopala marionetne države druge svetovne vojne Banovine Hrvaške in Neodvisne države Hrvaške. Po vojni je komunistični režim maršala Tita razpustil in zamenjal večino uglednih jugoslovanskih klubov, vključno s klubi na Hrvaškem.
Danes v klubskem nogometu na Hrvaškem prevladuje zagrebški Dinamo. Od osamosvojitve je država ustvarila vrsto igralcev, ki so se dobro odrezali v mnogih najbolj cenjenih evropskih ligah ter popeljali državno reprezentanco na tretje mesto na svetovnem prvenstvu leta 1998 in finalu na svetovnem prvenstvu leta 2018.

## Ekipe
Po številnih raziskavah več časopisov je najbolj priljubljen klub na Hrvaškem Dinamo iz Zagreba, ki je hkrati tudi najuspešnejši klub. Njihov glavni tekmec in drugi največji klub na Hrvaškem je splitski Hajduk, sledita pa mu HNK Rijeka in NK Osijek.

## Zgodovina
Najzgodnejši zapis o nogometu na Hrvaškem je iz leta 1873, ko so angleški gradbeni delavci igrali igro nogometa na Reki. Prva znana nogometna tekma z lokalnim prebivalstvom je bila odigrana leta 1880 v Županji, med angleškimi delavci podjetja The Oak Extract Company in lokalno mladino. Šport je na Hrvaškem nadalje populariziral Franjo Bučar v devetdesetih letih 19. stoletja. Njegovo hrvaško ime nogomet je leta 1893 ali 1894 skoval jezikoslovec Slavko Rutzner Radmilović. Ime je bilo sprejeto tudi v slovenščino.
Najzgodnejši klubi so bili ustanovljeni pred prvo svetovno vojno - HAŠK in PNIŠK leta 1903, Hajduk in Građanski leta 1911 itd. Vendar je bil prvi hrvaški nogometni klub Bačka iz Subotice ustanovljen leta 1901 v Kraljevini Madžarski. V Bosni in Hercegovini je hrvaški klub Zrinjski Mostar najstarejši v državi in je bil ustanovljen leta 1905. Hrvaška nogometna zveza je bila ustanovljena leta 1912.
Po prvi svetovni vojni so Hrvati imeli glavno vlogo pri ustanovitvi prve nogometne zveze Kraljevine Srbov, Hrvatov in Slovencev, kasneje imenovane Nogometna zveza Jugoslavije, njen sedež pa je bil sprva v Zagrebu, preden so jih preselili v Beograd leta 1929. V tem času je nadarjeni Ico Hitrec igral nogomet. Leta 1927 se je splitski Hajduk udeležil otvoritvenega pokala Mitropa za srednjeevropske klube.
Hrvaška je imela prvo mednarodno nogometno tekmo 2. aprila 1940 proti Švici. Med drugo svetovno vojno se je Hrvaška nogometna zveza pridružila FIFA kot predstavnica Neodvisne države Hrvaške, vendar je bila ta sporna in kratkotrajna, tako kot fašistična lutkovna država. Po vojni se je nogomet nadaljeval v drugi Jugoslaviji. Komunistični režim v novi državi je hitro prepovedal vse klube, ki so bodisi sodelovali v hrvaškem prvenstvu bodisi nosili hrvaška nacionalna imena. Številni klubi naj bi imeli povezave z ustašami. Žrtve tega razpada so bili vrhunski klubi Concordia, HAŠK in Građanski ter glavni hrvaški klubi v današnji Bosni in Hercegovini SAŠK in HŠK Zrinjski Mostar. Največji klub, ki se je izognil razpadu, je bil splitski Hajduk, ki ni hotel sodelovati na hrvaškem tekmovanju.
Na tej točki je bilo ustanovljenih več drugih večjih klubov - danes GNK Dinamo Zagreb, HNK Rijeka in NK Osijek. Večina klubov je morala ohraniti zvestobo režimu, za klube pa je bilo običajno, da imajo kot emblem komunistično rdečo zvezdo.
V naslednjih desetletjih so se hrvaški klubi dobro odrezali v jugoslovanski prvi ligi in jugoslovanskem pokalu. Hajduk in Dinamo sta tvorila polovico velike četverice jugoslovanskega nogometa (druga dva sta FK Partizan in Crvena zvezda Beograd). Leta 1967 je Zlatko Čajkovski iz nemškega kluba Bayern München postal edini hrvaški trener, ki je osvojil pokal evropskih pokalnih zmagovalcev. 
Po osamosvojitvi Hrvaške v devetdesetih letih je bila nogometna zveza ustanovljena in se pridružila mednarodnim združenjem. Hrvaški internacionalci iz ekipe, ki je leta 1987 zmagala na svetovnem mladinskem prvenstvu FIFA, so dosegli več uspeha in ustvarili zlato generacijo, ki je na svetovnem nogometnem prvenstvu 1998 osvojila tretje mesto. Od takrat Hrvaška še naprej daje vrhunske igralce. Na novejšem Euru 2008 so v šokantni zmagi slavno premagali bronasto Nemčijo s FIFA-inega svetovnega pokala leta 2006 z 2:1, a so v četrtfinalu izstopili iz turnirskega strela zaradi enajstmetrovke.

## Oboževalci
Hrvaški nogometni navijači se organizirajo v različne navijaške skupine, kot so Torcida (Hajduk), Bad Blue Boys (Dinamo), Armada (Reka), Kohorta (Osijek) itd. Na mednarodnih igrah hrvaški navijači običajno nosijo barve rdečo bele šahovnice, kot je na hrvaškem grbu.